# Пауэрлифтинг на Всемирных играх 2013
Пауэрлифтинг на Всемирных играх 2013 года включал розыгрыш восьми комплектов медалей.

## Призёры

### Мужчины
| Дисциплина       | Золото            | Серебро              | Бронза                 |
| ---------------- | ----------------- | -------------------- | ---------------------- |
| Лёгкий вес       | Сергей Федосиенко | Сергей Гладких       | Се Цзунтинь            |
| Средний вес      | Ярослав Олех      | Кьелл-Эгил Баккегунг | Хосе Кастильо          |
| Тяжёлый вес      | Вадим Довганюк    | Анибал Коимбра       | Константин Лебедко     |
| Супертяжёлый вес | Андрей Коновалов  | Виктор Тесцов        | Карл-Ингвар Кристенсен |

### Женщины
| Дисциплина       | Золото             | Серебро             | Бронза            |
| ---------------- | ------------------ | ------------------- | ----------------- |
| Лёгкий вес       | Наталья Сальникова | Чэнь Вэйлин         | Юкако Фукусима    |
| Средний вес      | Лариса Соловьёва   | Татьяна Ахмаметьева | У Хуйчунь         |
| Тяжёлый вес      | Ана Каселлейн      | Юлия Медведева      | Принцилла Рибик   |
| Супертяжёлый вес | Елена Козлова      | Илля Стрик          | Светлана Цветкова |